# Agonia Records
Agonia Records je nezávislé polské hudební vydavatelství založené v roce 2003 ve městě Piła ve Velkopolském vojvodství. Zpočátku se zaměřovalo zejména na black metal a death metal, později své zaměření rozšířilo i na další žánry metalové hudby.
Na vydaných nahrávkách používá katalogové číslo se zkratkou AR.

## Kapely
Seznam vybraných kapel, jejichž desky vyšly u Agonia Records:
- Abazagorath
- Abigail
- Aborym[1]
- Absu
- Acherontas
- Anaal Nathrakh
- Aosoth
- Azarath
- Blaze of Perdition
- Centinex
- Den Saakaldte
- Deranged
- Enthroned
- Impiety
- Inferno[1]
- Inquisition
- Kongh
- Lucifer's Child
- Malfeitor
- Mystifier
- Nefarium
- Nunslaughter
- October Tide
- Pestilence[2]
- Possessed
- Psycroptic
- Ragnarok
- Rebaelliun
- Root[1]
- Sadist
- Susperia
- Svartsyn[1]
- Taake
- Temple of Baal[1]
- Thornspawn
- Unpure
- Urgehal
- Varathron
- VI
- Vorkreist
- Witchmaster
- Zarathustra